# نويدة ابتدائية

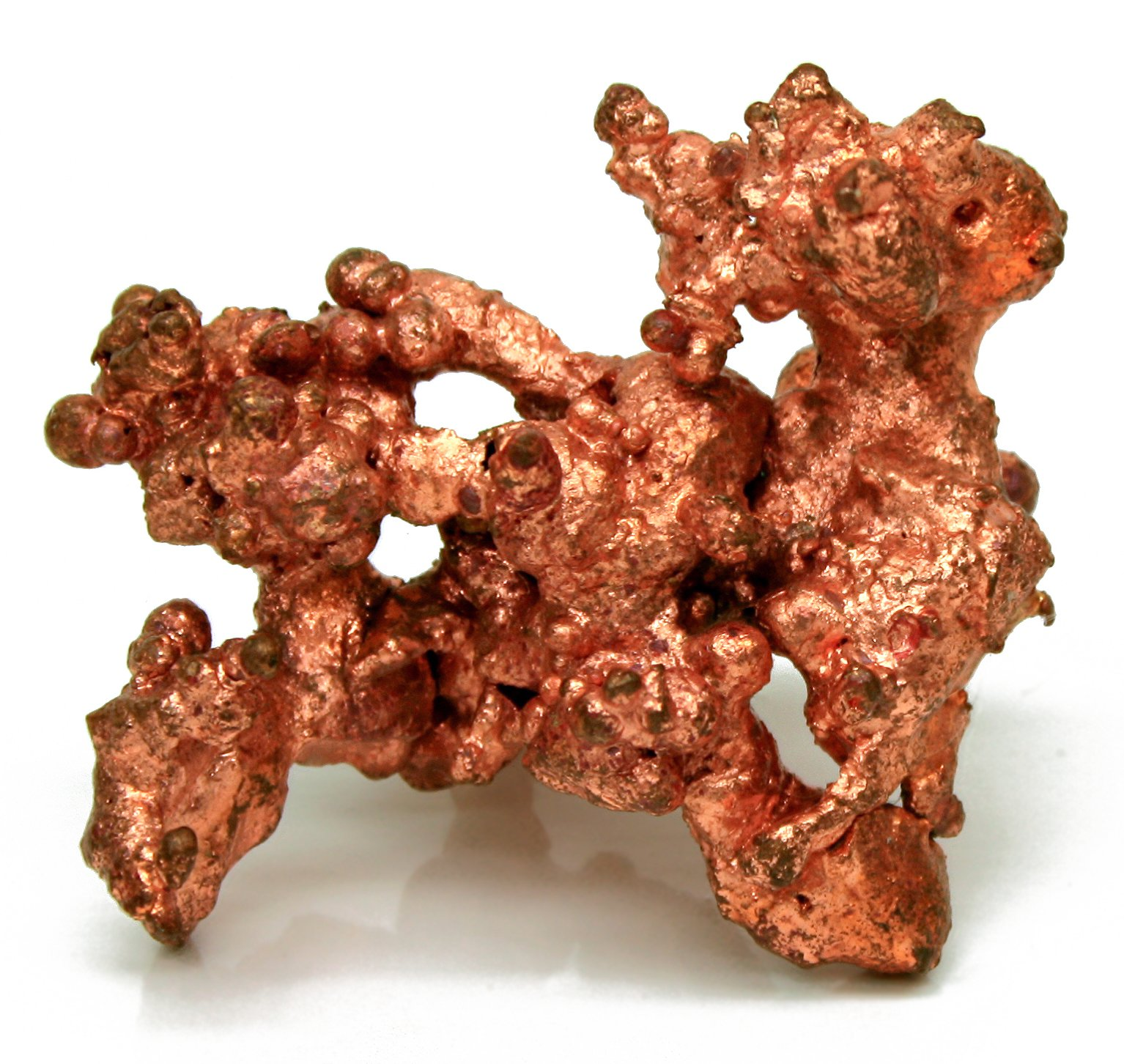

النويدة الابتدائية في الجيوكيمياء والفيزياء النووية عبارة عن نويدات وجدت على سطح الأرض في شكلها الحالي وذلك قبل تشكلها، أي أن عمر النصف لها أكبر من عمر الأرض، وهي عبارة بقايا الانفجار العظيم ومن نويدات ذات أصل كوني ومن انفجارات تخليق المستعر الأعظم النووي والتي حدثت قبل تشكل النظام الشمسي، وهي نويدات مستقرة.
إن كل من النويدات المستقرة التي عددها 254 هي نويدات ابتدائية، بالإضافة إلى 34 نويدة لها عمر نصف كبير لدرجة كافية بقيت منذ تشكل الأرض.
إن عمر كوكب الأرض والذي يقدر بـ 4.58×109 سنة (حوالي 4.6 بليون سنة)، مما يعني أن عمر النصف للنويدات الابتدائية يجب أن يكون أكبر من 5×107 سنة (50 مليون سنة) وذلك لتقديرات عملية.
إن أقل النويدات الابتدائية عمراً هي النظائر 232Th و 238U و 40K و 146Sm و 244Pu، أما أطولها فهو 92Nb بعمر نصف 3.47×107 سنة.